# 柴岡弘郎
柴岡 弘郎（しばおか ひろお、1934年1月26日 - 2018年3月31日）は、日本の生物学者。理学博士。大阪大学名誉教授。東京都出身。

## 概要
大阪大学名誉教授（理学部）。元JSPP（日本植物生理学会）サイエンスアドバイザー。兄は青山学院大名誉教授の数学者、柴岡泰光。
都立十三中学校（現在の東京都立豊多摩高校）に在学中、所属していた生物部の指導教官に、「ヒマワリって本当に廻るのでしょうか。」と訪ねたところ、「僕は廻ると思っているんだが、どうだキミ一つ見てみんか。」と諭され実験を行う。このことがきっかけで、生物学を志すようになった。
植物細胞が細長く成長する分子機構の解明に取り組み、植物ホルモンであるジベレリンがセルロース繊維の方向を制御することで、重要に関与していることを明らかにした。
また、研究の過程で、広く除草剤として使われていた化合物ジクロロベンゾニトリル(ジクロベニル)がセルロース合成阻害剤であることを世界で初めて明らかにした。この物質は現在でも、最も特異性の高いセルロース合成阻害剤として使用されている。
道管要素の細胞分化過程において、アクチン繊維が二次細胞壁沈着パターンを制御する事の発見など、評価の高い業績を挙げた。
植物化学調節学会、日本植物学会ならびに日本植物生理学会等において活躍し、当該分野の発展に大きく貢献した。
2018年、信貴山に登山中体調が悪くなり単独下山。道中で行方不明になる。2019年7月、登山者により遺体が発見され、死亡が確認された。

## 研究職歴
- 1956年3月 - 東京大学理学部生物学科 卒業
- 1961年
  - 3月 - 東京大学大学院生物系研究科植物学専門課程博士課程 修了 （理学博士）
  - 4月 - 東京大学理学部助手 東京大学附属小石川植物園に勤務
- 1961年4月 - 妻・弥生と結婚
- 1967年6月 - カリフォルニア大学・サンタクルツ校 留学
- 1974年9月 - 東京都立大学理学部助教授
- 1981年1月 - 大阪大学理学部教授
- 1996年4月 - 大阪大学理学研究科教授
- 1997年
  - 3月 - 大阪大学を退官
  - 4月 - 大阪大学名誉教授、カリフォルニア大学・デイヴィス校 Vissiting Esau Fellow
- 1996年-1997年 日本植物生理学会会長

## 受賞
- 1992年 - 植物化学調節学会賞
- 1994年 - 日本植物生理学会論文賞、アメリカ植物生理学会 Corresponding Membership Award
- 1997年 - 国際植物生長調節物質学会（IPGSA） Distinguished Research Award
- 2004年4月 - みどりの学術賞 (内閣府)
- 2005年 - 南方熊楠賞[7]、日本植物学会学会賞大賞
- 2011年 - 日本植物生理学会功績賞
- 2019年 - 瑞宝中綬章

## 主な著書
- Controlling Factors in Plant Development（共著）(1978) 出版社：日本植物学会
- 植物生理学入門（共著）(1980) 出版社：培風館
- 図説細胞骨格（共著・石川春律編）(1985) 出版社：講談社サイエンティフィク
- 生物と分化 現代植物生理学3 （編・著）(1990) 出版社：朝倉書店
- 植物ホルモンと細胞の形（共編・著）(1998) 出版社：学会出版センター
- キミ見てみんか―この素晴らしき植物の世界（著）(2000) 出版社：学会出版センター
- 植物は形を変える―生存の戦略のミクロを探る （著）(2003) 出版社：共立出版